# Резолюция Совета Безопасности ООН 701
Резолюция Совета Безопасности ООН 701 была принята 31 июля 1991 года, после ссылки на предыдущие резолюции по этой теме, а также изучения доклада Генерального секретаря Хавьера Переса де Куэльяра о Временных силах Организации Объединённых Наций в Ливане (ЮНИФИЛ), утвержденного в 426 (1978), оказала влияние на политическую ситуацию в Ближневосточном регионе. Совет постановил продлить мандат ЮНИФИЛ ещё на шесть месяцев до 31 января 1992 года.
Затем Совет вновь подчеркнул мандат Сил и просил Генерального секретаря доложить о прогрессе, достигнутом в осуществлении резолюций 425 (1978) и 426 (1978).

## Подробности
На заседании после принятия резолюции 701 Председатель от имени Совета сделал следующее заявление:
«Члены Совета Безопасности с удовлетворением приняли к сведению доклад Генерального секретаря о Временных силах Организации Объединённых Наций в Ливане, представленный в соответствии с резолюцией 684 (1991) от 30 января 1991 года.
Они вновь подтверждают свою приверженность полному суверенитету, независимости, территориальной целостности и национальному единству Ливана в рамках его международно признанных границ. В этой связи они заявляют, что все государства должны воздерживаться от угрозы силой или её применения как против территориальной неприкосновенности или политической независимости любого государства, так и каким-либо другим образом, несовместимым с целями Объединённых Наций».
Поскольку Совет продлевает мандат Сил на дополнительный период на основе резолюции 425 (1978) от 19 марта 1978 года, члены Совета вновь подчёркивают необходимость осуществления этой резолюции во всех её аспектах. Они выражают свою признательность Генеральному секретарю и его сотрудникам за их непрерывные усилия, предпринимаемые ими в этой связи.